# Olga Luzardo
Olga Luzardo (Paraguaipoa, Zulia, 29 de febrero de 1916-19 de septiembre de 2016) fue una periodista, escritora venezolana, activista y dirigente histórica del Partido Comunista de Venezuela, partido en el cual militó 80 años, siendo miembro en varias oportunidades de su comité central y su buró político.

## Biografía
Olga Luzardo nació en Paraguaipoa, estado de Zulia, el 29 de febrero de 1916. Existía una confusión respecto a su año de nacimiento, ya que generalmente se colocaba el año 1918, sin embargo ese año no fue año bisiesto, siendo el año de 1916 el año correcto de su nacimiento.
A los doce años formó parte de los primeros núcleos y círculos marxistas de las plazas Baralt y Urdaneta en Maracaibo, estado Zulia. Influenciada por el poeta, filósofo y rector del Colegio de Varones Jesús Enrique Lossada, conoció las obras de Karl Marx, Máximo Gorki, Friedrich Engels, Nikolái Bujarin y Lenin.Posteriormente conformaría y ayudaría a organizar los primeros sindicatos con trabajadores tranviarios y petroleros de Maracaibo. 
Desde 1928 se sumó a las luchas por los derechos de las mujeres, luchando contra el maltrato y la discriminación en las condiciones de trabajo y salario.
Formó parte de la Sociedad Patriótica de Mujeres, organización de mujeres que protestaba y buscaba la liberación contra la dictadura de Juan Vicente Gómez, siendo baluarte en la lucha por la unidad de las mujeres impulsando los primeros Congresos de Mujeres en Venezuela. Para esa época ayudaba a los poetas Ely Saúl Rodríguez y Rosa Virginia Martínez y al pintor Antonio Angulo a formar un ateneo en su tierra natal.
Más tarde, en 1931 junto con Gabriel Bracho, Espartaco González, Isidro Valles, entre otros,  conformarían la construcción de las primeras células del Partido Comunista de Venezuela en el estado Zulia.
Tras la muerte del dictador Juan Vicente Gómez en diciembre de 1935 comenzó a contribuir a la organización de grupos políticos entre los obreros petroleros. En 1936 participó en el Primer Congreso Feminista en Caracas, al lado Eumelia Hernández, Itala Reyes, Auxiliadora Soto, Margoth Díaz Urdaneta, Rosa Virginia Martínez, y otras compañeras que luchaban por la obtención del voto femenino. A finales de ese año como una de las principales dirigentes de la Primera Gran Huelga Petrolera de Venezuela.
En 1936 fue fundadora de la Agrupación Cultural Femenina, primer organismo de mujeres del Partido Comunista de Venezuela, siendo baluarte en la lucha por la unidad de las mujeres impulsando así los primeros Congresos de Mujeres en Venezuela, desde este espacio batalló por la solidaridad internacional y por la igualdad de derechos políticos, sociales y culturales de la mujer. El 22 de agosto de 1939 nació su hija, producto del amor con el también luchador revolucionario Luis Eduardo Pérez Arteaga.
Durante los años cuarenta fue fundadora de la Federación Democrática Internacional de Mujeres (FDIM), siendo la primera mujer delegada por Venezuela, representando a esa nación en distintos eventos internacionales realizados en países como la Unión Soviética, Chile, Cuba, Hungría, Polonia y Checoslovaquia. En 1944 recibió el título de economista en la Universidad Central de Venezuela. En 1945 vería hecho realidad uno de sus principales motivos de lucha, con la consecución del derecho al voto, y su ejercicio en 1946.
Durante la dictadura de Marcos Pérez Jiménez fue fundadora y activista de la Unión de Muchachas Venezolanas (UMV) y actuó en la resistencia bajo el seudónimo de Jorge. Durante ese período, específicamente en 1950, fue víctima de la represión y el maltrato, siendo herida en una de sus piernas para detenerla y posteriormente encarcelarla, sufriendo condena en la penitenciaría San Carlos en el estado Cojedes, en 1952 se exilió en México y la URSS.
Integró el comité central del Partido Comunista de Venezuela como secretaria femenina en varias oportunidades y fue profesora y directora de su Escuela de Cuadros Hồ Chí Minh, a través de los cuales formó  a muchísimos cuadros del PCV y la Juventud Comunista de Venezuela. Bajo el nombre «Escuela ambulante» recorrió las ciudades y pueblos de Venezuela, difundiendo material como Qué es el PCV, La Línea Política del PCV y Trabajo de masas, para formar los cuadros políticos en todo el país.
Como periodista tuvo una larga trayectoria, durante los años treinta publicó sus primeros artículos de opinión en el diario Panorama de Maracaibo, trabajó en el periódico Últimas Noticias de «Kotepa» Delgado, junto a la primera reportera venezolana Ana Luisa Llovera y María Teresa Castillo. Fue también periodista de Ahora y formó parte de la comisión fundadora de Tribuna Popular, órgano de prensa del PCV en el cual fue una constante redactora.
En el 2007 participó en el documental de Marc Villá Venezuela Petroleum Company, y en su testimonio describe el maltrato de los explotadores petroleros extranjeros contra los obreros venezolanos y atestigua además que muchos fueron encarcelados, torturados o asesinados por exigir condiciones laborales como el suministro de agua potable, mejoras en las condiciones de las viviendas, libre tránsito al interior de los campos petroleros y un salario digno.
Luzardo también fue poeta y escritora, publicó Flor de cactus en (1942), donde reúne poemas escritos entre 1935 y 1942, en el cual mezcla elementos políticos con el romance y lo erótico, y Huellas frescas publicado en 1993, contentivo de poemas que conjugan tristeza, dolor y melancolía con el discurso poético, escritos en la penitenciaria de San Carlos entre 1950–1952, el cual esgrime una desgarradora soledad, amargura y desilusión.
En mayo de 2016 recibió de parte del presidente venezolano Nicolás Maduro la Orden Libertadores y Libertadoras de Venezuela, por ser pionera en la lucha por la clase obrera y el pueblo trabajador, y ejemplo vivo de militancia revolucionaria.
Murió en Venezuela el 19 de septiembre de 2016, a los cien años de edad por causa natural.